# Vaggelīs Mantzarīs
Euaggelos Mantzarīs, detto Vaggelīs (in greco Ευάγγελος "Βαγγέλης" Μάντζαρης?; Atene, 16 aprile 1990), è un cestista greco.

## Biografia
È fratello minore di Antōnīs Mantzarīs.

## Carriera

### Club
Cresciuto nel Peristeri, squadra con cui ha debuttato nel basket professionistico, Mantzarīs ha fatto parte della prima squadra dell'Olympiakos per otto stagioni, dal 2011 al 2019. Durante questo periodo ha conquistato tre campionati greci, ma anche due edizioni dell'Eurolega, anche se nel corso dell'annata 2012-2013 (in cui i biancorossi hanno vinto entrambe le competizioni) a gennaio Mantzarīs si è rotto il legamento crociato anteriore dovendo quindi saltare la seconda parte di quella stagione.
La sua lunga parentesi all'Olympiakos è terminata nel luglio 2019, quando è approdato ai russi dell'UNICS Kazan'. Pochi mesi più tardi, nel dicembre 2019, è rientrato in Grecia con il passaggio al Promitheas. Nel dicembre 2020, invece, è tornato a vestire la canotta del suo vecchio club del Peristeri dopo oltre nove anni.
Ha iniziato la stagione 2021-2022 in Polonia allo Stal Ostrów Wielkopolski, salvo poi trasferirsi in Israele all'Hapoel Eilat già ad ottobre e tornare in Grecia già a novembre con l'approdo al PAOK Salonicco.
Nel 2022-2023 si è diviso tra i greci dello Iōnikos Nikaias e i venezuelani dei Panteras de Miranda.
Il 4 settembre 2023 è stato annunciato il suo arrivo alla Pallacanestro Roseto nella terza serie italiana, categoria che a partire da quell'anno aveva aperto i tesseramenti anche ai giocatori comunitari.

### Nazionale
Con la Grecia ha disputato due edizioni dei Campionati mondiali (2014, 2019) e due dei Campionati europei (2015, 2017).

## Statistiche

### Eurolega
| Anno       | Squadra    | PG  | PT  | MP   | TC%  | 3P%  | TL%  | RP  | AP  | PRP | SP  | PP  |
| ---------- | ---------- | --- | --- | ---- | ---- | ---- | ---- | --- | --- | --- | --- | --- |
| 2011-2012† | Olympiakos | 18  | 14  | 14,1 | 34,4 | 36,4 | 38,5 | 2,3 | 0,9 | 0,6 | 0,0 | 1,9 |
| 2012-2013† | Olympiakos | 15  | 15  | 20,9 | 41,9 | 43,8 | 75,0 | 2,5 | 2,3 | 0,9 | 0,1 | 3,5 |
| 2013-2014  | Olympiakos | 29  | 25  | 23,6 | 38,7 | 36,4 | 60,7 | 3,4 | 3,2 | 0,7 | 0,0 | 4,5 |
| 2014-2015  | Olympiakos | 29  | 29  | 22,4 | 43,3 | 36,5 | 60,9 | 2,2 | 2,5 | 0,6 | 0,0 | 5,1 |
| 2015-2016  | Olympiakos | 24  | 24  | 22,9 | 40,5 | 44,7 | 71,9 | 2,8 | 2,0 | 0,7 | 0,0 | 6,5 |
| 2016-2017  | Olympiakos | 37  | 37  | 23,7 | 34,8 | 36,4 | 69,6 | 2,8 | 2,4 | 0,7 | 0,0 | 5,8 |
| 2017-2018  | Olympiakos | 31  | 12  | 19,7 | 32,2 | 27,5 | 82,9 | 2,1 | 2,0 | 0,7 | 0,0 | 4,4 |
| 2018-2019  | Olympiakos | 27  | 3   | 11,9 | 27,1 | 21,1 | 50,0 | 1,6 | 1,2 | 0,3 | 0,0 | 1,4 |
| Carriera   | Carriera   | 210 | 159 | 20,3 | 37,0 | 35,5 | 67,6 | 2,5 | 2,1 | 0,6 | 0,0 | 4,3 |

## Palmarès
- Campionato greco: 3

Olympiakos: 2011-12, 2014-15, 2015-16
- Eurolega: 2

Olympiakos: 2011-12, 2012-13
- Coppa Intercontinentale: 1

Olympiakos: 2013